# Stosunki międzymiastowe
Stosunki międzymiastowe (ang. Going the Distance) – amerykańska komedia romantyczna z 2010 roku w reżyserii Nanette Burstein z Justinem Longiem i Drew Barrymore w rolach głównych.

## Opis fabuły
Obraz przedstawia problemy jakie musi pokonać para zakochanych, gdy żyją na odległość. On (Justin Long) w Nowym Jorku ona (Drew Barrymore) w San Francisco. Aby być razem czeka ich wiele wyrzeczeń ale także trudne rozmowy ze strony rodziny, którzy nie wierzą w powodzenie tego związku.

## Obsada
- Drew Barrymore jako Erin
- Justin Long jako Garrett
- Charlie Day jako Dan
- Jason Sudeikis jako Box
- Christina Applegate jako Corrine
- Kelli Garner jako Brianna
- Natalie Morales jako Brandy
- June Diane Raphael jako Karen
- Ron Livingston jako Will
- Rob Riggle jako Ron
- Leighton Meester jako Amy
- Kristen Schaal jako kelnerka
- Jim Gaffigan jako Phil
- Sarah Burns jako Harper
- Matt Servitto jako Hugh
- Meredith Hagner jako pracownica salonu kosmetycznego
- Oliver Jackson Cohen jako Damon
- Mick Hazen jako Zeff

## Soundtrack
- 1. Generationals – „Either Way”
- 2. Georgie James – „Places”
- 3. Katie Herzig – „Hey Na Na”
- 4. Albert Hammond, Jr. – „In Transit”
- 5. The Cure – „Just Like Heaven”
- 6. The Pretenders – „Don't Get Me Wrong”
- 7. The Boxer Rebellion – „Spitting Fire”
- 8. Cat Power – „Could We”
- 9. Band Of Skulls – „Cold Flame”
- 10. Eels – „Prizefighter”
- 11. Passion Pit – „The Reeling” (Groove Police Remix)
- 12. Fanfarlo – „Harold T. Wilkins, Or How To Wait For A Very Long Time”
- 13. The Replacements – „Here Comes A Regular”
- 14. The Boxer Rebellion – „If You Run”
- 15. Gotye – „Learnalilgivinanlovin”
- 16. The Airborne Toxic Event – „Half Of Something Else”